# خوان خوزه کامپانلا
خوان خوزه کامپانلا (اسپانیایی: Juan José Campanella‎؛ زادهٔ ۱۹ ژوئیهٔ ۱۹۵۹) کارگردان، فیلم‌نامه‌نویس، تهیه‌کننده فیلم، تهیه‌کننده تلویزیونی و تدوین‌گر اهل آرژانتین است.
از فیلم‌هایی که وی در آن‌ها نقش داشته‌است، می‌توان به راز چشمان آن‌ها، عشق وارد شد و همان عشق، همان باران اشاره نمود.